# Индейцы Северо-западного побережья
Настоящая статья содержит список и характеристику коренных народов, населявших северо-западное тихоокеанское побережье США (штаты Орегон и Вашингтон) и Канады (провинция Британская Колумбия; англ. Indigenous peoples of the Pacific Northwest Coast).

## Перечень
- Алси
- Applegate
- Chehalis (верхние и нижние) Вашингтон
- Chehalis (BC), Британская Колумбия, долина Фрезер
- en:Chemakum Вашингтон (исчезли)
- Чинуки
- en:Clatsop
- Comox Vancouver Island/Британская Колумбия, пролив Джорджия
- Coos {en:Hanis} Орегон
- en:Lower Coquille (en:Miluk) Орегон
- en:Upper Coquille
- en:Cowichan остров Южный Ванкувер/Georgia Strait
  - en:Quwutsun
  - en:Somena
  - en:Quamichan
- en:Lower Cowlitz Вашингтон
- en:Duwamish Вашингтон
- en:Eyak Аляска
- en:Galice
- en:Gitxsan, Британская Колумбия
- Хайда Британская Колумбия и Аляска
- en:Haisla Британская Колумбия (северное/центральное побережье)
  - en:Haihai
  - en:Kimsquit
  - en:Kitimaat
- en:Heiltsuk Британская Колумбия (центральное побережье)
- en:Hoh Вашингтон
- Калапуйя (Calapooia, Calapuya) — Орегон
  - орегонские могавки
- en:Klallam (Clallam, Dialects: en:Klallam (Lower Elwha), en:S'Klallam (Jamestown), en:S'Klallam (Port Gamble))
- Кликитаты
- en:Kwalhioqua
- Квакиутл (кваквакавакв)
  - en:Koskimo
  - en:'Namgis
  - en:Laich-kwil-tach (Euclataws или Yuculta)
- en:Kwalhioqua
- en:Kwatami
- Латгава
- en:Lummi Вашингтон
- en:Makah Вашингтон
- en:Muckleshoot Вашингтон
- en:Musqueam Британская Колумбия Lower Mainland (Ванкувер)
- en:Nisga'a, Британская Колумбия
- Nisqually — Вашингтон
- en:Nooksack Вашингтон
- Нутка (нуу-чах-нулт) западное побережье острова Ванкувер
- en:Nuxalk (Bella Coola) — Британская Колумбия, центральное побережье
- en:Pentlatch остров Ванкувер/Georgia Strait (исчез)
- Puyallup Вашингтон
- en:Quileute Вашингтон
- en:Quinault Вашингтон
- Rogue River or Upper Illinois Орегон, Калифорния
- en:Saanich о. Южный Ванкувер/пролив Джорджия
- Салиши
- en:Samish Вашингтон
- en:Sauk-Suiattle Вашингтон
- Sechelt Британская Колумбия (Sunshine Coast)/Georgia Strait (Shishalh)
- en:Shoalwater Bay Tribe Вашингтон
- Siletz Орегон
- Саюсло Орегон
- Skagit
- Скокомиши (твана) Вашингтон
- en:Skwxwu7mesh (Squamish), Британская Колумбия
- en:Sliammon Британская Колумбия Sunshine Coast/Georgia Strait (Mainland Comox)
- Snohomish
- Snoqualmie
- en:Snuneymuxw (Nanaimo), остров Ванкувер
- en:Songhees (Songish) остров Южный Ванкувер, пролив Хуан-де-Фука
- en:Sooke остров Южный Ванкувер, пролив Хуан-де-Фука
- en:Squaxin Island Tribe Вашингтон
- Spokane Вашингтон
- Stillaguamish Вашингтон
- en:Sto:lo, Британская Колумбия
  - en:Kwantlen
  - en:Katzie
- Суквомиши, Вашингтон
- en:Swinomish, Вашингтон
- en:Tait
- Такелма, Орегон
- en:Talio
- Tillamook (en:Nehalem), Орегон
- en:Tlatlasikoala
- Тлингиты, Аляска
- en:Tolowa-en:Tututni
- Цимшианы
- en:Tsleil-waututh, Британская Колумбия
- en:Tulalip Вашингтон
- en:Tzouk-e (Sooke), остров Ванкувер
- Ампква (верхние и нижние) Орегон
- en:Upper Skagit Вашингтон
- en:Wuikinuxv (Owekeeno), Британская Колумбия (центральное побережье)
- Шаста (народ)
- Якина